# Grüner Stahl
Grüner Stahl beziehungsweise Klimastahl wird mit Wasserstoff statt Kohlenstoff hergestellt. Derzeit entstehen bei der Stahlherstellung noch pro Tonne Stahl etwa 1,5 Tonnen CO2. Durch die Zufuhr sogenannten grünen Wasserstoffs entstünde hingegen kein Kohlendioxid. Verfahren hierfür sind noch eher im Entwicklungsstadium. Schweden ist derzeit einer der Technologieführer hierfür. Der grüne Stahl bietet auch Vorteile bezüglich der Materialeigenschaften, weil kein Phosphor und Schwefel enthalten sind.
Dafür wurde im Juli 2020 von der Bundesregierung das Handlungskonzept Stahl beschlossen.
Für die Gewinnung von „klimafreundlichem Stahl“ wird grüner Wasserstoff und Ökostrom benötigt. Der schwedische Stahlerzeuger SSAB sowie thyssenkrupp Steel Europe gehören zu den bekanntesten Herstellern für grünen Stahl. 2025 zog sich ArcelorMittal dagegen trotz öffentlicher Förderung aus entsprechenden Umrüstvorhaben zurück.